# أنطونيو مورينو (سياسي)
أنطونيو مورينو إيرنانديث (الإسبانية: Antonio Moreno؛ 20 يونيو 1984)؛ هو سياسي إسباني–برتغالي ينتمي إلى الحزب الشعبي، وكما يشغل منصب عمدة بلدة كارثلين، وكان سابقًا ممثل أفلام إباحية مثلية.

## الحياة الشخصية
وُلِد أنطونيو مورينو في لشبونة لوالدة إسبانية ووالد برتغالي الجنسية، حاصل على درجة جامعية في الطب البيطري. ما بين عامي 2015 و2017، عمل كممثل في أفلام إباحية مثلية تحت الاسم المستعار «هيكتور دي سيلفا» مع شركات إنتاج مثل مين دوت كوم ومين أت بلاي ولوكاس كازان للإنتاج، وصوّر حوالي خمسين مشهدًا كممثل إباحي، بعد أن ترك صناعة الأفلام للبالغين، عمل كـ إطفائي غابات في كارثلين، كما عمل هناك في مزرعة لتربية الماشية.

## المسيرة السياسية
في 1 أبريل 2023 أُعلِن عن ترشيحه لرئاسة بلدية كارثلين الواقعة في مقاطعة البسيط بمنطقة قشتالة والمنشا، وفي الانتخابات البلدية التي جرت في 28 مايو 2023، حصل على 51.4٪ من الأصوات، أي 202 صوتًا، متفوقًا على مرشح الحزب الاشتراكي العمالي الإسباني الذي حصل على 190 صوتًا.